# شبكة قنوات التلفزيون المصري
شبكة قنوات التليفزيون المصري هي شبكة إعلامية مصرية تابعة للهيئة الوطنية للإعلام، كانت تسمى في السابق قطاع التليفزيون المصري، وتعد هذه الشبكة أهم الشبكات التابعة للاتحاد، بالرغم من تعدد القنوات التابعة للاتحاد والتي وصل عددها إلى 23 قناة تليفزيونية، وتضم الشبكة ثلاثة قنوات هي القناة الأولى، القناة الثانية والفضائية المصرية.

## قنوات الشبكة
- القناة الأولى المصرية
- القناة الثانية المصرية
- الفضائية المصرية
- ماسبيرو زمان

## وصلات خارجية
- موقع النايل سات الرسمي